# Лу, Александр
Александр Лу (англ. Alexander Lou) — тайваньский актёр, каскадер, постановщик боевых сцен, режиссёр.

## Биография
Александр Лу родился на Тайване, имя при рождении Ло Чанъань, также был известен под именем Александр Ло.
Александр Ло в 1978 году выиграл чемпионат тхэквондо, проходивший на Тайване, и вошел в кинобизнес после того, как его старший брат Тан Лун представил его режиссёру Роберту Таю, с которым сотрудничал.
Александр работал над многими фильмами о ниндзя, такими, как Ren zhe da jue dou (1987), Супер Ниндзя (1984), Shao Lin yu ren zhe (1983), Ninjas, Condors 13 (1987), и Hong men jue e zhe (1985). Он также работал над фильмами о Шаолине, такими как Shao Lin tong zi gong (1981) и известный Шаолинь против ламы (1983).
В 1984 Тай предложил сниматься Лу в девятичасовой эпопее Ren zhe da до (1986), и спустя некоторое время после окончания съёмок, этого эпического фильма, Александр перестал сниматься, но не прекращал работать в кино. Он долго сотрудничал с Робертом Таем, только теперь как постановщик боевых сцен, работал над такими фильмами как Кулак Легенды 2: Железные Телохранители (1996).
Он часто сотрудничал со своим хорошим другом, афроамериканским кикбоксером Юджином Томасом. Они или сражались вместе как «чёрно-азиатский дуэт», или стояли друг против друга как заклятые враги.
С марта 2005 года продолжает работать в кинобизнесе как режиссёр, снимает сериалы для местной станции общественного телевидения.

## Семья
Старший брат Тун Лан.

## Псевдонимы
- Александр Ло Рей в фильме 1980 года Шаолинь против ламы
- Александр Ло в фильмах Ren zhe da (1986) и (Shaolin Dolemite (video)) (1999)
- Алекс Ло в фильме Dadda Connection (1990)

## Фильмография
- 1999 en:Shaolin Dolemite — Принц Санада (в титрах указан как Alexander Lo)
- 1994 Er shi yi hong se ming dan
- 1993 '93 jie tou ba wang
- 1993 Miao jie shi san mei
- 1992 Dou gwai jung dung yun
- 1990 Dadda Connection — Офицер полиции Алекс (в титрах указан как Alex Lo)
- 1990 Mo huan zi shui jung
- 1989 Feng huang wang zi
- 1988 Ninja: The Battalion
- 1987 Aloha, the Little Vampire
- 1987 Мальчишки-кунгфуисты
- 1987 Ninja Death — Tiger
- 1987 Ниндзя и Стервятники — Брайан
- 1987 Ren zhe da jue dou — Wing Ding
- 1986 Ren zhe da — Wang Chi Chung (в титрах указан как Alexander Lo)
- 1985 Мафия против Ниндзя — Джек До
- 1985 USA Ninja — Джерри Вонг
- 1984 Сила ниндзя — Джон
- 1984 Wu seng
- 1983 Шаолинь против ламы — Сун Юйтин
- 1983 Шаолинь против ниндзя
- 1982 Gui mian ren zhe
- 1981 Shao Lin tong zi gong
- 1981 The New South Hand Blows, North Kick Blows — Southern Fist Shen
- 1981 Xin nan quan bei tui — Southern Fist
- 1980 Mo gui ke xing
- 1980 Шаолинь против Ламы — Принц (в титрах указан как Alexander Lo Rei)
- 1979 Невероятная миссия Кунг-фу
- ???? Ninja in the Deadly Duel, Часть 1
- ???? Ninja in the Deadly Duel, Часть 2